# Kłodawa
Kłodawa är en stad i Storpolens vojvodskap i Polen. Den hade 6 635 invånare år 2014.

## Kända personer från Kłodawa
- Aaron Kosminski (1865–1919), har ofta pekats ut som Jack Uppskäraren